# Cleora flavivenata
Cleora flavivenata är en fjärilsart som beskrevs av Fletcher 1967. Cleora flavivenata ingår i släktet Cleora och familjen mätare. Inga underarter finns listade i Catalogue of Life.